# Progressive (Demo)
Progressive fue el segundo EP de la banda alemana de metal sinfónico—en ese entonces death metal— Haggard, publicado en 1994. La joven banda formada por el compositor y guitarrista alemán Asis Nasseri, quien a día de hoy sigue liderando el grupo, en sus inicios fue una banda de metal extremo, con apenas 4 miembros. A partir de su quinto EP, And Thou Shalt Trust... The Seer, publicado en 1996, y más claramente desde su primer álbum de estudio, And Thou Shalt Trust... The Seer, publicado en 1997, se puede apreciar la evolución musical hacia el metal sinfónico que ha marcado a la banda en los últimos años.

## Lista de canciones
1. "Charity absurd" – 6:33
2. "Mind mutilation" – 5:04
3. "Incapsuled" – 4:06
4. "Progressive" – 1:32
5. "Daddy was her first man" – 5:21

- Datos: Q6087687